# Glazbeni oblici
Glazbeni oblici su strukturna, konstrukcijska ili organizacijska načela glazbene tvorevine, analogna npr. gramatici i sintaksi u jeziku i književnosti. To su opći teorijski modeli koji u praksi komponiranja očituju neograničen broj pojedinačnih rješenja kao jedinstveno oblikovanih glazbenih djela. Pojam glazbenog oblika proizišao je iz estetike i glazbene teorije 18. stoljeća, artikuliravši racionalističku potrebu za cjelovitošću, proporcijom i simetrijom umjetničkoga djela. U 20. stoljeću opći i pojedinačni procesi rasapa tradicionalnih oblika i struktura u društvenom životu i umjetnosti proizveli su i otklon od konvencionalnoga poimanja glazbenog oblika, ističući, u procesu i ishodu komponiranja, uz slobodno oblikovanje zvukovne strukture još i interpretaciju u izvedbi i primalaštvo glazbe. Povijesno gledano, glazbeni oblici ovisni su o idejama i umjetničkim zahtjevima pojedinih razdoblja te kulturnih i etničkih krugova u kojima su nastali. U europskoj umjetničkoj glazbi glazbeni oblici dijele se prema nekoliko kriterija, npr. prema vrstama na vokalne, vokalno-instrumentalne, instrumentalne i glazbeno-scenske. Nadalje, glazbeni oblici mogu biti jednostavačni i višestavačni. Među višestavačnim instrumentalnim oblicima najpoznatiji su suita, sonata, koncert i simfonija, u vokalnoj i vokalno-instrumentalnoj glazbi misa, pasija, oratorij i kantata, a u glazbeno-scenskoj opera. Unutar pojedinih stavaka razlikuju se, prema broju osnovnih glazbenih misli, monotematski i bitematski oblici te oblici s više tema. Monotematski su oblici npr. srednjovjekovni organum, diskant, rani motet, ali i barokna passacaglia i chaconne. Bitematski su i višetematski oblici svi tipovi varijacija, barokna suita i sonata, dvodijelna pjesma, klasični sonatni oblik, rondo i dr. Prema broju dionica glazbeni oblici dijele se na homofonske i polifonske. Kao važan zaseban predmet glazbeni oblici podučavaju se u okviru glazbene pedagogije.

## Vanjske poveznice
- www.hr.izzi.digital – Glazbeni oblici
- www.de.scribd.com – Glazbeni oblici
- www.muza.unizg.hr – Srđan Dedić: Glazbeni oblici razdoblja baroka i klasike (Skripta)
- www.muza.unizg.hr – Srđan Dedić: Glazbeni oblici i stilovi 19. i 20. stoljeća (Zbirka nastavnih materijala)